# Resolution 1739 des UN-Sicherheitsrates
Die Resolution 1739 des UN-Sicherheitsrates ist eine Resolution zur Situation in der Elfenbeinküste, die der Sicherheitsrat der Vereinten Nationen am 10. Januar 2007 auf seiner 5617. Sitzung einstimmig angenommen hat.
Mit der Resolution wurde das Mandat der Operation der Vereinten Nationen an der Elfenbeinküste (ONUCI) und der diese unterstützenden Armee Frankreichs unter Kapitel VII der Charta der Vereinten Nationen bis zum 30. Juni 2007 verlängert.
Die Resolution knüpfte an die vorausgegangene Entscheidung des Sicherheitsrates an, Resolution 1721, insbesondere an den Willen, bis zum 31. Oktober 2007 Parlamentswahlen an der Elfenbeinküste abzuhalten. Der Sicherheitsrat berief sich auch auf alle früheren relevanten Resolutionen, insbesondere auch auf die Resolution 1712 zur Situation in Liberia und bestätigte seine Verpflichtung zur Anerkennung der Souveränität, Unabhängigkeit und territorialen Einheit der Elfenbeinküste, und rief die Wichtigkeit von guten nachbarschaftlichen Beziehungen, der Nichteinmischung und der regionalen Zusammenarbeit in Erinnerung.
Der Sicherheitsrat drückte aufgrund des Berichts des UN-Generalsekretärs vom 4. Dezember 2006 (Dokument S/2006/939) Besorgnis über die Fortdauer der Krise und die humanitäre Situation von Flüchtlingen und Binnenflüchtlingen aus und bezeichnete die Situation als eine Gefahr für den internationalen Frieden in der Region.
Unter Kapitel VII der UN-Charta entschied der Sicherheitsrat,
1. das Mandat von ONUCI und der französischen Truppen bis zum 30. Juni 2007 zu verlängern und bis dahin eine Überprüfung des Mandates in Hinsicht auf die Fortschritte des Friedensprozesses durchzuführen, wie es aufgrund der Resolution 1721 beabsichtigt ist;
2. das Mandat von ONUCI zu modifizieren (siehe unten);
3. die Gültigkeit der Artikel 3 der Resolution 1609 (2005) und des Artikels 2 der Resolution 1682 (2006) für die Zeit bis zum 30. Juni 2007 auszudehnen;
4. dass der UN-Generalsekretär ermächtigt ist, Truppen von ONUCI und Mission der Vereinten Nationen in Liberia (UNMIL) umzugruppieren, falls dies erforderlich ist;
5. dass ONUCI alle erforderlichen Mittel anwenden können, die zur Umsetzung des Mandates erforderlich sind;
6. dass ONUCI sein Mandat in enger Zusammenarbeit mit UNMIL ausüben soll, speziell bei der Verhinderung des Schmuggels von Waffen über die gemeinsame Grenze;
7. dass ONUCI die Resolution 1325 über die Rechte von Frauen und Mädchen umsetzen soll;
8. dass ab dem Datum der Verabschiedung der Resolution die französischen Truppen alle erforderlichen Maßnahmen ergreifen dürfen, um ONUCI zu unterstützen, soweit sie zwischen ONUCI und den französischen Behörden vereinbart wurden, insbesondere durch den Beitrag zur allgemeinen Sicherheit, die Intervention bei Zwischenfällen, dem Schutz von Zivilisten, der Überwachung des Waffenembargo gemäß UN-Resolution 1572 (2004) sowie die Unterstützung bei der Reform der ivorischen Sicherheitskräfte;
9. dass alle Seiten verpflichtet sind, bei der Stationierung und den Operationen von ONUCI und den französischen Truppen zusammenzuarbeiten und diese nicht zu behindern;
10. auch weiterhin mit dem Thema befasst zu bleiben.

Das Mandat von ONUCI, das durch die Resolution modifiziert wurde, hat damit folgenden Umfang:
- Überwachung der Einstellung von Feindseligkeiten und der Bewegung bewaffneter Gruppen
- Entwaffnung, Rückführung, Wiedereingliederung und Ansiedlung von ehemaligen Milizionären
- Entwaffnung und Auflösung von Milizen
- Durchführung der Identifizierung der Einwohner und Aufstellung von Wählerlisten
- Reform der Sicherheitskräfte
- Überwachung des Waffenembargos
- Unterstützung humanitärer Einsätze
- Hilfe beim Wiederaufbau der Regierung und der Behörden
- Unterstützung bei der Vorbereitung der Wahlen
- Hilfe auf dem Gebiet der Menschenrechte
- Öffentlichkeitsarbeit
- Herstellung und Wahrung der öffentlichen Ordnung und der Gesetze